# Elecciones al Parlamento Europeo de 2004 (Finlandia)
En las elecciones al Parlamento Europeo de 2004 en Finlandia, celebradas en junio, se escogió a los representantes de dicho país para la sexta legislatura del Parlamento Europeo. El número de escaños asignado a Finlandia pasó de 16 a 14.

## Resultados
| Datos de participación | Datos de participación | Datos de participación |
| ---------------------- | ---------------------- | ---------------------- |
| Censo electoral        | 4.227.987              | 100%                   |
| Votantes               | 1.666.932              | 39,4                   |
| Abstención             | 2.561.055              | 60,6                   |
| Válidos                | 1.656.584              |                        |
| A candidatura          | 1.656.584              | 100,0                  |

| ← Elecciones al Parlamento Europeo de 2004 → |         |       |         |
| Partido                                      | Votos   | %     | Escaños |
| Coalición Nacional (KOK)                     | 392.771 | 23,71 | 4       |
| Partido del Centro (KESK)                    | 387.217 | 23,37 | 4       |
| Partido Socialdemócrata de Finlandia (SDP)   | 350.525 | 21,16 | 3       |
| Liga Verde + Independientes (VIHR)           | 172.844 | 10,43 | 1       |
| Alianza de la Izquierda (VAS)                | 151.291 | 9,13  | 1       |
| Partido Popular Sueco (SFP)                  | 94.421  | 5,70  | 1       |
| Demócratas Cristianos (KD)                   | 70.845  | 4,28  | 0       |
| Partido Comunista de Finlandia (SKP)         | 10.134  | 0,61  | 0       |
| Verdaderos Finlandeses (PS)                  | 8.900   | 0,54  | 0       |
| Köyhien Asialla (KA)                         | 5.687   | 0,34  | 0       |
| Liberales (LIB)                              | 3.558   | 0,21  | 0       |
| Eläkeläiset Kansan Asialla (EKA)             | 3.279   | 0,20  | 0       |
| Suomen Kansan Sinivalkoiset (SKS)            | 3.248   | 0,20  | 0       |
| Suomi - Isänmaa (SI)                         | 1.864   | 0,11  | 0       |